# Южный однопёрый терпуг
Южный однопёрый терпуг (лат.  Pleurogrammus azonus) — морской вид лучепёрых рыб семейства терпуговых (Hexagrammidae). Эндемик северо-западной части Тихого океана. Ценный промысловый объект.

## Описание
Максимальная длина тела 62 см, масса — 1,6 кг. Максимальная продолжительность жизни 12 лет.
Тело вытянутое, несколько сжатое с боков. Голова и тело покрыты мелкой чешуёй, но рыло без чешуи. Спинной плавник длинный с 21—23 жёсткими неветвистыми лучами и 28—29 мягкими лучами, колючая и мягкая части не разделены выемкой. В анальном плавнике 27—32 мягких лучей. В грудном плавнике 22—25 лучей. Хвостовой плавник вильчатый. Хвостовой стебель длинный. Пилорических придатков 35—40. Позвонков 60—62. За глазами и на затылке имеются усики. Есть зубы на челюстях и сошнике.
С каждой стороны тела проходит по пять боковых линий. Первая и пятая боковые линии доходят до хвостового стебля, где сужаются и идут параллельно. Во второй боковой линии 160—171 пор. Третья боковая линия доходит до окончания анального плавника, четвёртая — достигает анального отверстия.
Окраска тела изменяется с возрастом: зеленовато-голубая у молоди, серая у неполовозрелых особей, у взрослых особей голова и тело однотонные тёмно-коричневые без поперечных полос, редко с тёмными пятнами неопределённой формы. Верх головы и тела темнее с неясным рисунком бурого цвета, а нижняя часть головы и брюхо — белые. Края плавников чёрные.

## Ареал
Встречается в северной части Жёлтого моря, в Японском море, южной части Охотского моря, у южных Курильских островов и прилегающих водах Тихого океана. Единичные находки на севере Охотского моря и у северных Курильских островов.

## Размножение
Впервые созревает в возрасте 2—4 лет при длине тела 23—37 см. Нерестится с августа по декабрь в зависимости от района обитания. Наиболее ранний нерест наблюдается у южных Курил, а наиболее поздний — на юге ареала у берегов Хоккайдо и в Восточно-Корейском заливе, в заливе Петра Великого — в середине сентября—ноябре. К местам нереста первыми подходят самцы, в первую очередь наиболее крупные, которые охраняют нерестовую территорию. Нерестилища располагаются на скалистых и каменистых грунтах в местах с сильным течением. Для южного однопёрого терпуга характерны полиандрия и полигамия. То есть каждая самка откладывает несколько порций икры, и икру одной самки могут оплодотворять разные самцы. В то же время один самец оплодотворяет несколько кладок. Абсолютная плодовитость от 3-х до 92 тыс. икринок в зависимости от возраста и размера самок.
Икра клейкая, откладывается крупными комками на глубине 5—35 м в расщелины скального грунта или между камнями. После оплодотворения разбухает, и кладка очень плотно держится в укрытии. Икра прозрачная, диаметром 2—5 мм. Цвет икры варьирует от голубого и зеленоватого до бурого и даже фиолетового. После нереста самки откочёвывают к местам нагула и зимовки, а самцы охраняют кладки в течение 2—3 недель до вылупления личинок. Личинки и мальки ведут пелагический образ жизни.

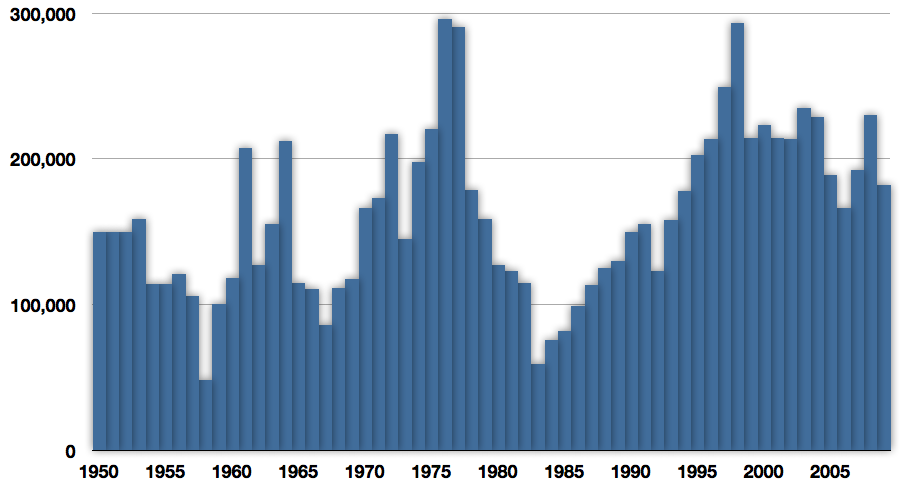
Мировые уловы южного однопёрого терпуга в 1950—2009 гг. (в тоннах)

## Питание
Личинки и молодь питаются зоопланктоном. В состав рациона неполовозрелых и взрослых особей южного однопёрого терпуга входит 130 видов кормовых организмов. Наблюдаются сезонные изменения спектра питания. В период весеннего нагула в рационе преобладают планктонные ракообразные: копеподы, гиперииды и эуфаузиды. Из второстепенных кормовых объектов отмечаются бокоплавы, десятиногие ракообразные, асцидии, щетинкочелюстные. Соотношение предпочитаемых кормовых объектов зависит от размера рыб. Летом возрастает доля бентосных организмов, молоди рыб, в желудках также встречаются раки-отшельники, мелкие крабы, двустворчатые моллюски. В период нереста интенсивность питания резко снижается. Неполовозрелые особи в этот период питаются, как летом. После нереста переходят на питание преимущественно рыбой (в том числе собственной молодью). В конце осени откочёвывают на глубину более 100 м, а основу питания вновь составляют планктонные организмы. Зимой интенсивность питания снижается.

## Хозяйственное значение
Ценный объект коммерческого промысла. Мировые уловы достигали максимума около 300 тыс. тонн в середине 1970-х и в конце 1990-х годов. В начале 2010-х годов наблюдается снижение уловов до 130—160 тыс. тонн. Основные стран, ведущие промысел южного однопёрого терпуга — Япония и США, отечественный вылов составляет менее 7 % от общего мирового улова.
Ловят донными и пелагическими тралами, ставными неводами, ставными донными сетями, снюрреводами.
Реализуется в свежем, мороженом, вяленом и копчёном виде. Используется для изготовления консервов. Входит в число важнейших рыбных продуктов японской кухни.

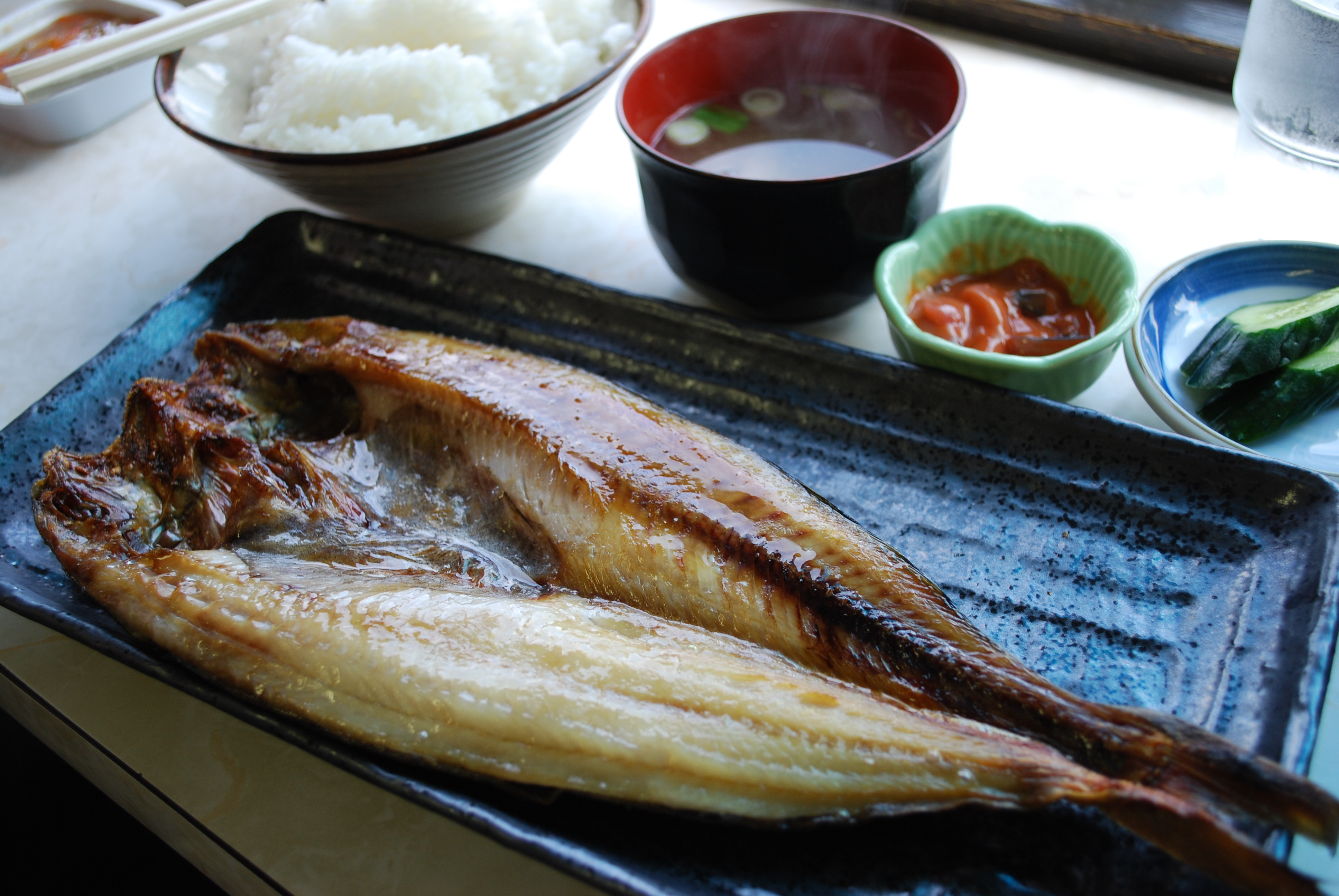